# Tsiteli Chati
Tsiteli Chati (Georgisch: წითელი ხატი) is een vulkaan in noord-Georgië met een hoogte van 3026 meter boven zeeniveau, gelegen in het Charoeligebergte, een subgebergte van de Grote Kaukasus. De vulkaan ligt formeel in de regio Mtscheta-Mtianeti, maar het gebied rond de berg wordt feitelijk gecontroleerd door de afscheidingsrepubliek Zuid-Ossetië.
De berg ligt enkele kilometers ten zuiden van het Keli vulkanisch hoogland, een voorname bron van vulkanisme op de zuidelijke hellingen van de Grote Kaukasus. Tsiteli Chati is opgebouwd uit gesteente van Holocene leeftijd (andesiet en daciet). De piek zelf is een jonge vulkanische kegel met hellingen die geen tekenen van significante erosie vertonen. De vegetatie van de berg bestaat uit subalpiene en alpenweiden.